# Казько, Виктор Афанасьевич
Виктор Афанасьевич Казько́ (бел. Віктар Апанасавіч Казько; р. 23 апреля 1940 года, г. Калинковичи Гомельской области, БССР, СССР) — белорусский прозаик, журналист. Член СП СССР (1973). Член Белорусского ПЕН-центра (1989).

## Биография
Родился 23 апреля 1940 года в рабочей семье в городе Калинковичи (ныне Гомельская область, Беларусь). В годы Великой Отечественной войны остался сиротой. Воспитывался в Вильчанском и Хойникском детских домах на Гомельщине.
После окончания в 1956 году 8-летней школы продолжил образование в Кемеровском горном индустриальном техникуме. Работал на шахте Кузбасса, в геологоразведке проходчиком. С 1962 года — заведующий отделом промышленности газеты «Красная Шория» (г.Таштагол Кемеровской области), литсотрудник областной газеты «Комсомолец Кузбасса», корреспондент областного радио.
В 1970 году окончил заочное отделение Литературного института имени А.М. Горького. В 1971 году переехал в Минск. С 1971 года — литературный сотрудник белорусских газет «Чырвоная змена» и «Советская Белоруссия», в 1973—1976 годах — корреспондент белорусского литературного журнала «Нёман». С 1976 года — на творческой работе. В 1985—1988 годы — секретарь Союза писателей БССР. С 1988 года — на творческой работе.
Принимал участие в работе XL сессии Генеральной Ассамблеи ООН (1986).

## Творчество
Дебютировал в 1962 году на русском языке. C 1971 года пишет на белорусском языке. Принадлежит к поколению «детей войны» в белорусской литературе, признанный мастер «белорусской военной прозы». Творчество прозаика имеет автобиографическую основу. После Чернобыльской атомной аварии (1986) в творчестве В. Казько присутствует экологический аспект.
Проза В. Казько переводилась на русский, украинский языки.

### Сборники прозы
- Повесть рус. «Высокосный год» (1974)
- Повести рус. «Здравствуй и прощай» (1976)
- Повести рус. «Две повести : Повесть о беспризорной любви; Темный лес — тайга густая» (1977)
- Повесть бел. «Суд у Слабадзе» («Суд в Слободе») (1978)
- Избранное бел. «Выбраныя творы : У 2-х т.» («Избранные произведения : В 2-х т.») (1990) (Т. 1, Т. 2)
- Повести, рассказы, эссе бел. «Выратуй і памілуй нас, чорны бусел» («Спаси и помилуй нас, чёрный аист») (1990)
- Повесть бел. «Но пасаран» («Но пасаран») (1990)

### Романы
- рус. «Колесом дорога» (1983)
- бел. «Неруш» («Неруш») (1983)
- бел. «Хроніка дзетдомаўскага саду» («Хроника детдомовского сада») (1987)
- бел. «Бунт незапатрабаванага праху» («Бунт невостребованного праха») (2009)

### Публицистика и критика
- книга эссе и публицистики бел. «Дзікае паляванне ліхалецця» («Дикая охота лихолетия») (2009)

### Издания Виктора Казько в переводе на русский язык
- Казько, В. А. Судный день / В. А. Казько; пер. с бел. — Москва : Молодая гвардия, 1979.
- Казько, В. А. Хроника детдомовского сада / В. А. Казько; пер. с бел. — Минск : Советский писатель, 1987.

## Экранизация произведений В. Казько
- «Половодье»
- «Сад»
- «Свидетель» (по повести «Судный день») (1985)
- «Чёрный аист» (по повести «Спаси и помилуй нас, чёрный аист») (1993)
- «Знакі лёсу. Віктар Казько» (2009)[2]

## Награды и премии
- премия Ленинского комсомола (1977) — за произведения, отображающие идейно-нравственное становление молодого современника.
- премия Ленинского комсомола Белорусской ССР (1977) — за книгу «Добры дзень і бывай».
- Государственная премия БССР имени Якуба Коласа (1982) — за повесть «Суд у слабадзе».
- Литературная премия «Гліняны Вялес» (2009) — за книгу «Бунт незапатрабаванага праху».
- премия «Залаты апостраф» в номинации «За высокие творческие достижения в современной белорусской литературе» (2010).
- премия Ежи Гедройца (2015).
- орден «Знак Почёта».